# Flore Générale de l'Indo-Chine
Flore Générale de l'Indo-Chine (abreviado Fl. Indo-Chine) es un libro con descripciones botánicas que fue escrito por el botánico, explorador y político francés Charles-Joseph Marie Pitard-Briau y publicado en siete volúmenes más suplementos en los años 1907-1950.